# Phyllis Schlafly
Phyllis McAlpin Stewart Schlafly (San Luis, Misuri, 15 de agosto de 1924-Ladue, Misuri, 5 de septiembre de 2016) fue una abogada, conservadora y antifeminista estadounidense. Mantuvo opiniones sociales y políticas paleoconservadoras, se opuso al feminismo, a los derechos de los homosexuales y al aborto, e hizo una exitosa campaña contra la ratificación de la Enmienda de Igualdad de Derechos de la Constitución de los Estados Unidos. A su vez, los moderados y los liberales se opusieron a ella por sus actitudes sobre el sexo, los roles de género, la homosexualidad y otras cuestiones.
Se vendieron o distribuyeron gratuitamente más de tres millones de ejemplares de su libro autopublicado, A Choice Not an Echo (1964), una polémica contra el líder republicano Nelson Rockefeller. Schlafly fue coautora de libros sobre defensa nacional y criticó los acuerdos de control de armas con la Unión Soviética. En 1972, Schlafly fundó el Eagle Forum, un grupo de interés político conservador, y siguió siendo su presidenta y directora general hasta su muerte en 2016, al tiempo que seguía participando activamente en causas conservadoras.

## Biografía
El bisabuelo de Schlafly, Stewart, un presbiteriano, que emigró de Escocia a Nueva York en 1851 y se mudó al oeste a través de Canadá antes de establecerse en Míchigan. Su abuelo Andrew F. Stewart, fue maestro mecánico con la Chesapeake & Ohio Railway. El padre de Schlafly, John Bruce Stewart fue un maquinista y vendedor de maquinaria industrial, trabajaba principalmente para la compañía Westinghouse. Se quedó sin empleo en 1932 durante la Gran Depresión, y no pudo encontrar trabajo hasta la Segunda Guerra Mundial. Se le concedió una patente en 1944 para un motor rotativo.
Su madre, Odile Stewart (de soltera Dodge) fue hija del abogado Ernest C, Dodge. Phyllis fue la hermana menor de Odile Stewart, (más tarde Mrs. Mecher 1930-2015). Phyllis asistió al colegio y se graduó. Antes de su matrimonio, trabajó como maestra de una escuela privada para niñas en San Luis. Durante la Gran Depresión, la madre de Schlafly regresó a trabajar como bibliotecaria y como maestra escolar como sóstén de su familia.
Schlafly en el inicio de su colegio trabajó como modelo por un tiempo. En 1944, ganó su Bachelor of Arts en Phi Beta Kappa por la universidad de Washington en San Luis. En 1945, se graduó con la licenciatura de Master of Arts por el gobierno del Colegio Radcliffe (una institución femenina coordinada por todos los varones de Harvard). En su libro de 1966 Strike From Space (1965) (Huelga desde el espacio), menciona que durante la Segunda Guerra Mundial trabajó como "tiradora de balística y técnica en las grandes plantas de municiones en el mundo". Obtuvo un J.D. en la Escuela de Derecho de la Universidad Washington de San Luis en 1978.
El 20 de octubre de 1949, con 25 años de edad, se casó con el abogado John Fred Schlafly, Jr., un miembro de una familia rica de San Luis. Murió en 1993. Su abuelo, August, había sido un inmigrante en 1854 procedente de Suiza. A fines de los años 1870 sus tres hermanos fundaron la empresa Hermanos Schlafly, la cual trataba con comestibles en Queensware (platos hechos por Wedgwood), así como implementos agrícolas. Fred y Phyllis Schlafly eran católicos activos. Estaban ligados al catolicismo americano y frecuentemente exhortaban a los católicos a unirse a la cruzada anticomunista. 
Schlafly fue tía de la autora conservadora antifeminista Suzanne Venker Con ella escribió The Flipside of Feminism: What Conservative Women Know — and Men Can't Say. (La otra cara del feminismo: Que conocen las mujeres conservadoras - y los hombres no pueden decir).

## Trayectoria
Schlafly fue coautora de varios libros sobre la defensa nacional, y fue muy crítica sobre los acuerdos de control de armas con la Unión Soviética. En 1961 escribió que el control de armas "no detendrá a la agresión roja igual como el desarmar a nuestras policías locales no detendría los asesinatos, los hurtos y las violaciones".
Conocida ampliamente por el público como escritora y comentarista, Schlafly mantenía una presencia activa en los circuitos de conferencias. Era miembro de las Hijas de la Revolución Estadounidense. En 1972, fundó el Eagle Forum (un movimiento con 25.000 miembros, que defiende posturas provida y contrarias al matrimonio homosexual), y fue la fundadora y presidenta de la organización hermana conocida como Forum Educación y Fondo de Defensa Legal, que también opera en las oficinas de Eagle Forum en San Luis. En el 2007 se mantuvo como presidenta de ambas organizaciones. Desde 1976 publica su propia revista de política, el Phyllis Schlafly Report.

## Escritos de Schlafly
Schlafly fue autora de veintiún libros que van desde cuidado infantil hasta educación por método fonético. Escribió en una columna sindicalizada semanal que aparece en más de cien periódicos.
Las obras de Schlafly incluyen:
- Judicial Tyranny: The New Kings of America? - contributing author (Amerisearch, 2005) ISBN 0-9753455-6-7
- The Supremacists: The Tyranny Of Judges And How To Stop It (Spence Publishing Company, 2004) ISBN 1-890626-55-4
- Feminist Fantasies, foreword by Ann Coulter (Spence Publishing Company, 2003) ISBN 1-890626-46-5
- Turbo Reader (Pere Marquette Press, 2001) ISBN 0-934640-16-5
- First Reader (Pere Marquette Press, 1994) ISBN 0-934640-24-6
- Pornography's Victims (Crossway Books, 1987) ISBN 0-89107-423-6
- Child Abuse in the Classroom (Crossway Books, 1984) ISBN 0-89107-365-5
- Equal Pay for UNequal Work (Eagle Forum, 1984) ISBN 99950-3-143-4
- The End of an Era (Regnery Publishing, 1982) ISBN 0-89526-659-8
- The Power of the Christian Woman (Standard Pub, 1981) ISBN B0006E4X12
- The Power of the Positive Woman (Crown Pub, 1977) ISBN 0-87000-373-9
- Ambush at Vladivostok, with Chester Ward (Pere Marquette Press, 1976) ISBN 0-934640-00-9
- Kissinger on the Couch (Arlington House Publishers, 1974) ISBN 0-87000-216-3
- Mindszenty the Man (with Josef Vecsey) (Cardinal Mindszenty Foundation, 1972) ISBN B00005WGD6
- The Betrayers (Pere Marquette Press, 1968) ISBN B0006CY0CQ
- Safe Not Sorry (Pere Marquette Press, 1967) ISBN 0-934640-06-8
- Strike From Space: A Megadeath Mystery (Pere Marquette Press, 1965) ISBN 80-7507-634-6
- Grave Diggers (with Chester Ward) (Pere Marquette Press, 1964) ISBN 0-934640-03-3
- A Choice Not An Echo (Pere Marquette Press, 1964) ISBN 0-686-11486-8

## Muerte
Schlafly murió de cáncer de páncreas el 5 de septiembre de 2016, en su hogar en Ladue, Misuri a los 92 años.